# Epidendrum quinquepartitum
Epidendrum quinquepartitum är en orkidéart som beskrevs av Rudolf Schlechter. Epidendrum quinquepartitum ingår i släktet Epidendrum och familjen orkidéer.
Artens utbredningsområde är Bolivia. Inga underarter finns listade i Catalogue of Life.